# Tangalle
Tangalle (singalès තංගල්ල [ˈtaŋɡalːə], tàmil: தங்காலை) (també coneguda com a Tangalla) és una gran ciutat del districte de Hambantota, província del sud, Sri Lanka, governada per un Consell Urbà. És una de les ciutats més grans de la província del sud. Es troba 195 km al sud de Colombo i 35 a l'est de Matara. Té un clima suau, en comparació amb la resta del terme, i platges de sorra.

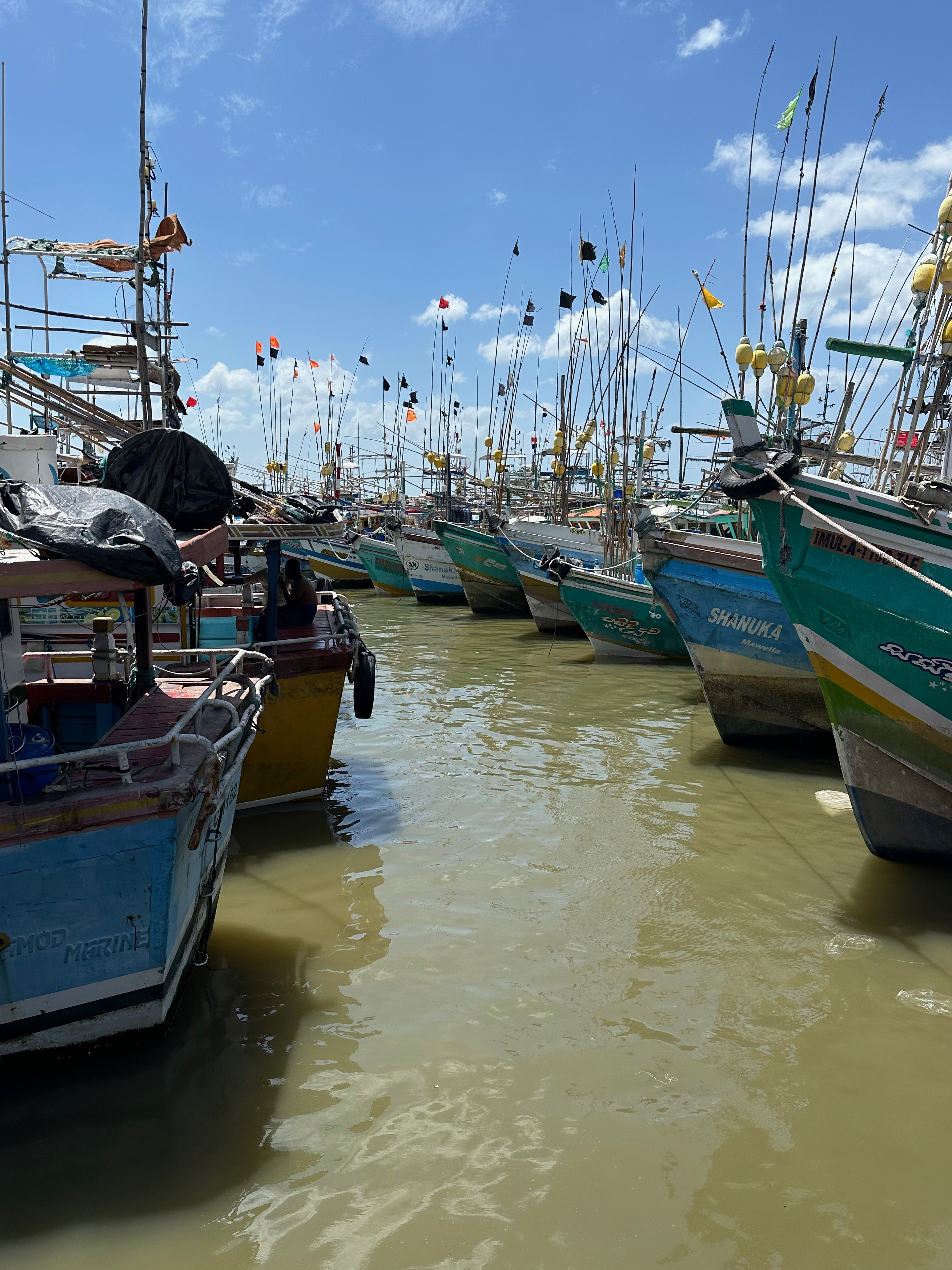
El port de Tangalle

Tangalle és un port pesquer d'importància regional, situat en una de les badies més grans de Sri Lanka, que està protegit de l'oceà per un escull que l'envolta. És un centre de turisme i una destinació de vacances popular a la costa sud. Al centre de la ciutat hi ha un antic fort holandès que avui s'utilitza com a presó. Els holandesos i, posteriorment, els britànics van utilitzar Tangalle com un important fondeig a la costa sud de l'illa. El fort holandès, la casa de repòs i el tribunal són alguns dels exemples d'arquitectura holandesa que encara es conserven a Tangalle.